# Алън Джейкъбсън
Алън Джейкъбсън (на английски: Alan Jacobson) е американски писател на бестселъри в жанра трилър.

## Биография и творчество
Алън Джейкъбсън е роден през юли 1961 г. в Ню Йорк, САЩ. Учи в колежа „Куинс“ на Университета на Ню Йорк и завършва с бакалавърска степен по английска литература. Получава докторска степен по източна хиропрактика от колежа „Палмър“ в Сан Хосе, Калифорния. Работи като хиропрактик, но поради контузия на ръката се налага да се пенсионира.
След известно време през 1994 г. има случайна среща с ръководителя на отдела по криминология, който го наема за проучване на модела на пръските кръв при престъпления. Трупайки опит и впечатления от криминологията и поради промяната в живота си решава да пише криминален роман. За неговото създаване започва проучвания в полицията и ФБР. Във ФБР голяма помощ му оказва специалният агент Марк Сафарик, който по-късно става профайлър в академията в Куонтико. Той му показва звената на ФБР, академията в Куонтико, води го на семинари и обучения на ФБР, както и на много пътувания по различни разследвания, заедно с партньора си Мери Елън О'Тул.
През 1998 г. е публикуван първият му трилър „False Accusations“ (Фалшиви обвинения). Той става национален бестселър и е публикуван и в други страни. Следващият му трилър „Преследваният“ също е бестселър.
През 2008 г. излиза първият трилър „Седмата жертва“ от поредицата „Карън Вейл“. Главната героиня Карън Вейл е специален агент на ФБР, първата жена в Отдела по профилиране към ФБР, а като профайлър тя се занимава с някои от най-трудните и опасни серийни убийци.
Заедно с Марк Сафарик разпространяват безплатно наръчник за лична безопасност (на сайта на автора).
Алън Джейкъбсън живее със семейството си в Северна Калифорния.

## Произведения

### Самостоятелни романи
- False Accusations (1998)

### Серия „Черната група“ (OPSIG Team Black)
1. The Hunted (2001)
Преследваният, изд.: ИК „ЕРА“, София (2001), прев.
2. Hard Target (2012)
3. The Lost Codex (2015)

### Серия „Карън Вейл“ (Karen Vail)
1. The 7th Victim (2008)
Седмата жертва, изд.: ИК „Бард“, София (2010), прев. Елена Чизмарова
2. Crush (2009)
3. Velocity (2010)
4. Inmate 1577 (2011)
5. No Way Out (2013)
6. Spectrum (2014)

- Fatal Twist (2011) – разказ

### Новели
- Double Take (2012)

### Екранизации
- 2004 Falesné obvinení – ТВ филм, по „False Accusations“